# Łazy (powiat węgrowski)
Łazy (inaczej Nowe Łazy) – wieś w Polsce położona w województwie mazowieckim, w powiecie węgrowskim, w gminie Łochów. Ma status sołectwa.
| SIMC    | Nazwa      | Rodzaj    |
| ------- | ---------- | --------- |
| 0678989 | Kaczeniec  | część wsi |
| 0678995 | Rokitniak  | część wsi |
| 0679003 | Stare Łazy | część wsi |

Prywatna wieś szlachecka położona była w drugiej połowie XVI wieku w powiecie kamienieckim ziemi nurskiej województwa mazowieckiego. W latach 1975–1998 miejscowość należała administracyjnie do województwa siedleckiego.
Wierni Kościoła rzymskokatolickiego należą do parafii Matki Bożej Częstochowskiej w Gwizdałach.